# میکولا سلیانینوویچ

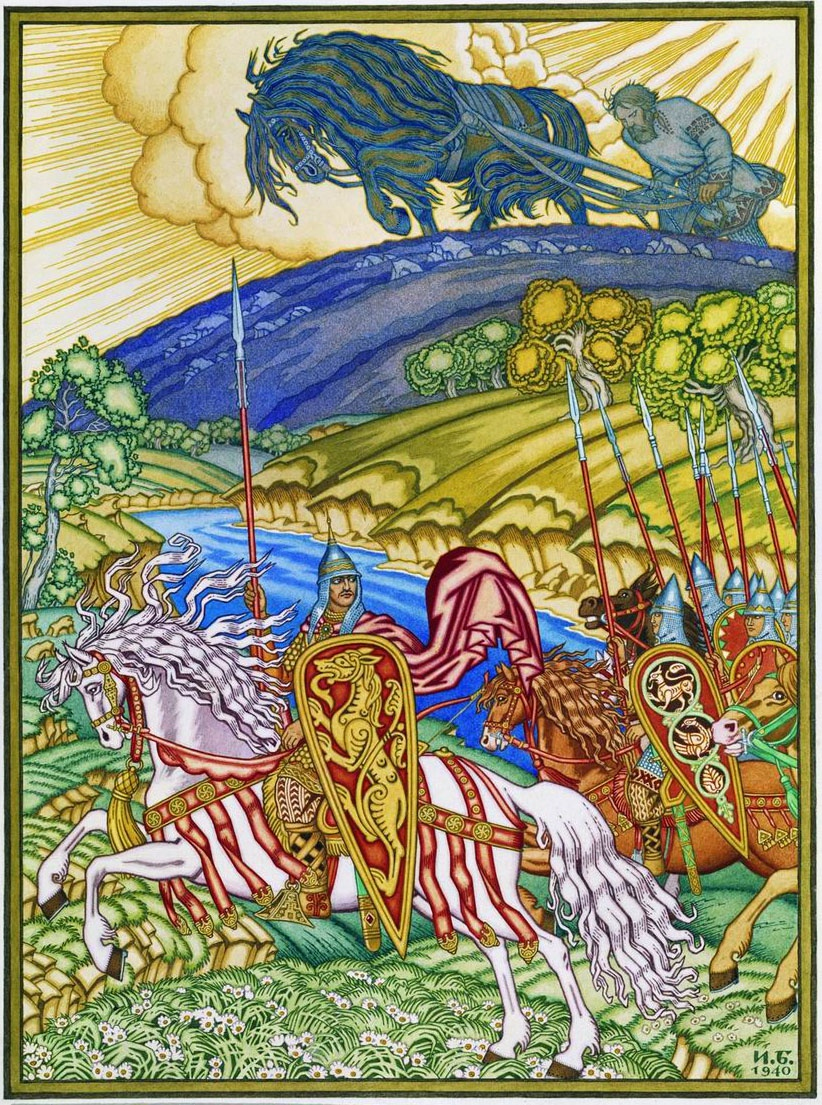
بوگاتیر ولگا و میکولا سلیانینوویچ، اثر ایوان بیلیبین.

میکولا سلیانینوویچ (به روسی: Микула Селянинович, Mikula the Villager's Son) از جمله قهرمانان اشعار حماسی روس از چرخهٔ بایلینا در جمهوری نووگورود است که یکی از نام‌آورترین و قدرتمندترین بوگاتیرها، کشاورزی چیره‌دست و تجسم شخصیت سخت‌کوشی در روسیه به شمار می‌رود. او نه تنها به شجاعت یا قابلیت، بلکه به پیوند نزدیکش با زمین شهرت دارد. وی کشاورزی زبردست است که نشان می‌دهد یک کشاورز صلح‌جو می‌تواند موفق‌تر از یک مرد جنگی بی‌باک باشد.
از همان آغاز بایلینا آشکار است که او یک کشاورز معمولی نیست. پرنس ولگا، در پی جمع‌آوری خراج از شهرهایی که با او بیعت کرده‌اند، زمزمهٔ او را در حال شخم‌زدن از فاصله‌ای دور می‌شنود، اما تنها در روز سوم است که سوار بر اسب به او می‌رسد. هم خود میکولا و هم گاوآهنی که با آن شخم می‌زند فوق‌العاده آرمانی محسوب می‌شوند. پیش از آنکه میکولا دعوت پرنس را برای پیوستن به سپاه او بپذیرد، آزمون قدرت میان او و پرنس ولگا حول بلند کردن کیسه و گاوآهن غول‌آسایی رخ می‌دهد که باید از شیاری بیرون کشیده شود و از گل و لای تمیز شود. پرنس ولگا با تمام سپاهیانش به اتفاق یکدیگر موفق به انجام این کار نمی‌شوند، اما میکولا به آسانی و با یک دست آن را از شیار بیرون می‌کشد، زیرا او قهرمانی است که الهه مادر (مادر زمین) به او عشق می‌ورزد.